# Massís del Montgrí

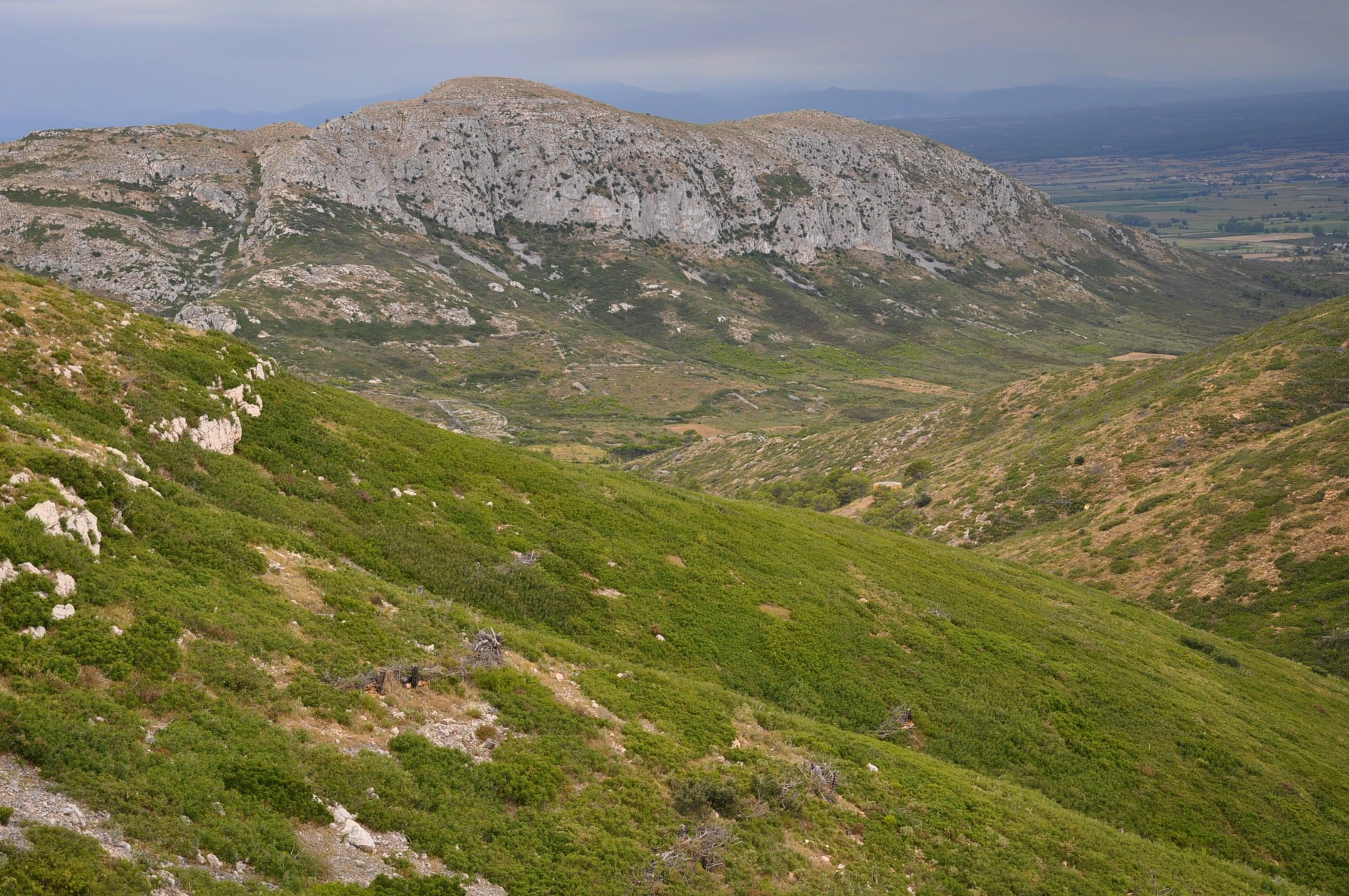
Een landschap in het Montgrí-massief, met de Vallei van Santa Caterina en de rotsachtige Muntanya d'Ulla ('Berg van Ullà'), gezien vanaf de noordelijke helling van Montplà.

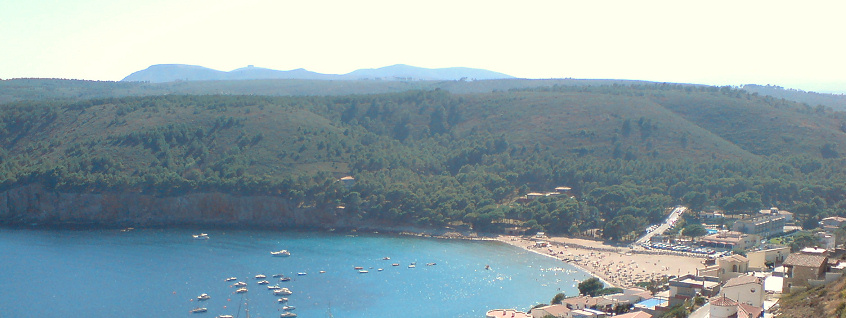
Het vlakkere deel van het noorden gezien vanuit L'Escala

Het Massís del Montgrí, in het Nederlands Montgrí-Massief, is een karst bergmassief van ongeveer 300m hoog in Catalonië, Spanje, direct gelegen aan de Middellandse Zee in de Costa Brava.

## Situatie
Het bergmassief van de Montgrí (grijze Berg) ligt tussen de laaggelegen delen van de rivier Ter en de Baai van Roses en tussen de comarca's Alt Empordà en Baix Empordà. Aan de rand van dit massief liggen de plaatsen Bellcaire d'Empordà, L'Escala, Ullà, Sobrestany, La Bolleria, Torroella de Montgrí en L'Estartit. Op de 301m hoge Montgrí bevindt zich het Castell Montgrí uit de 13e eeuw.

## Beschrijving

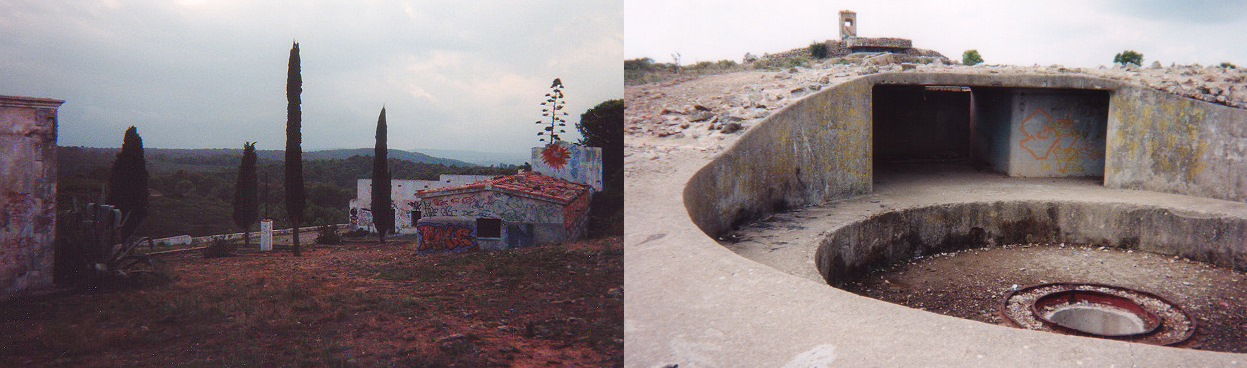
Overblijfselen van de voormalige kustverdediging op de kliffen van L’Escala, rechts: Draaikrans van de voormalige Geschuttoren

Het gebied is ongeveer  8 × 5 km groot en heeft dus een oppervlakte van rond de 40 km². De hoogste toppen in het gebergte zijn de Ullà (308 m), Montgrí (301 m), Montplà (311 m), Roca Maura (226 m) en de Torre Moratxa (218 m). Het massief kijkt uit over de nabijgelegen kusteilanden Illes Medes. De hoogste bergen van dit massief liggen in het zuidwesten. Naar het noorden toe wordt het gebied lager. Hier is het gebied plateauachtig met hoogten van tussen de 140 m tot ongeveer 30 m boven de zeespiegel.
Het massief grenst aan de Middellandse Zee met 50–100 m hoge kliffen. Langs deze steile kust liggen diverse Calas, kleine baaien, zoals de Cala Pedrosa, Cala Ferriola, Cala Calella en Cala la Montgo.
Het gebied is voor ongeveer 37 km² beschermd door het Catalaanse natuurbeschermingsplan (PEIN). Ten zuiden van het massief zijn, als gevolg van de tramontana, ongeveer 50 m hoge duinen te vinden. In de 19e eeuw was dat nog bosgebied.
Het kalksteenmassief bestaat uit sedimentair gesteente uit het mesozoïcumtijdperk. Dat gebeurde ongeveer 100 miljoen jaar geleden in het tertiair. Door erosie van het karst zijn er grotten, spleten en dolinen als trechtervormige depressies ontstaan. In enkele van de 50 bekende grotten in het gebergte zijn archeologische vondsten gedaan van jagers uit het stenen tijdperk van 300.000 jaar oud.

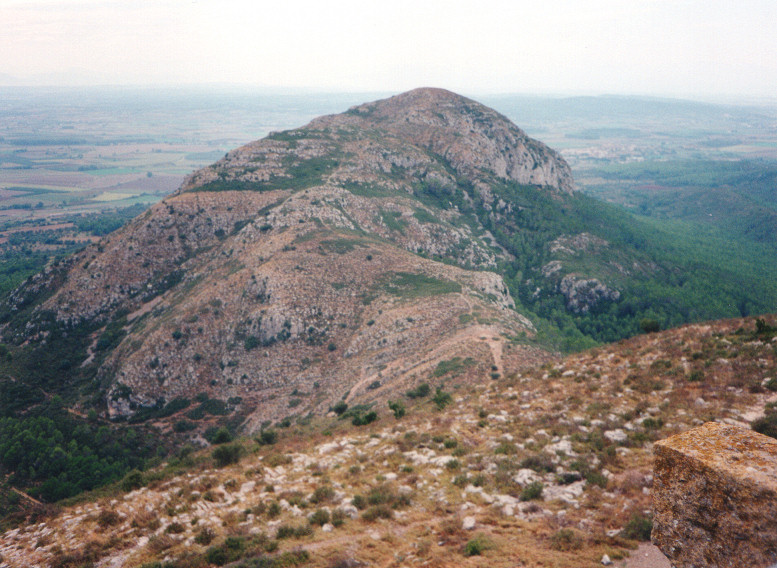
Berg Ullà
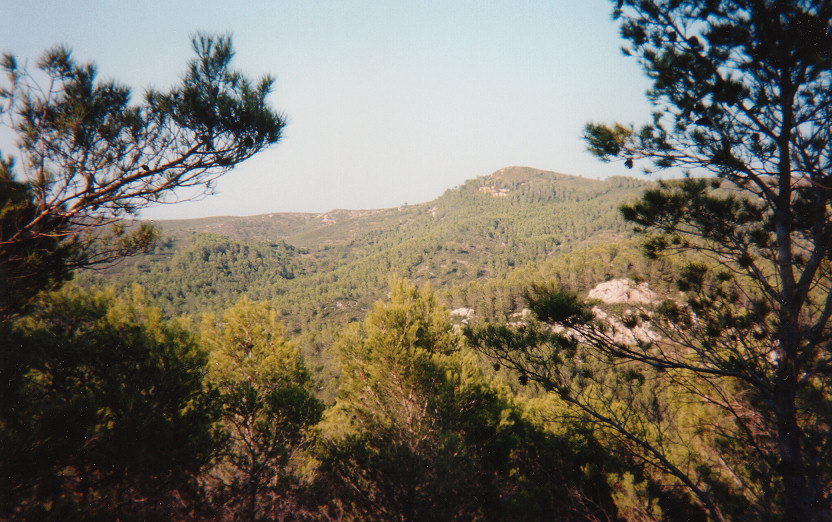
Beboste bergen
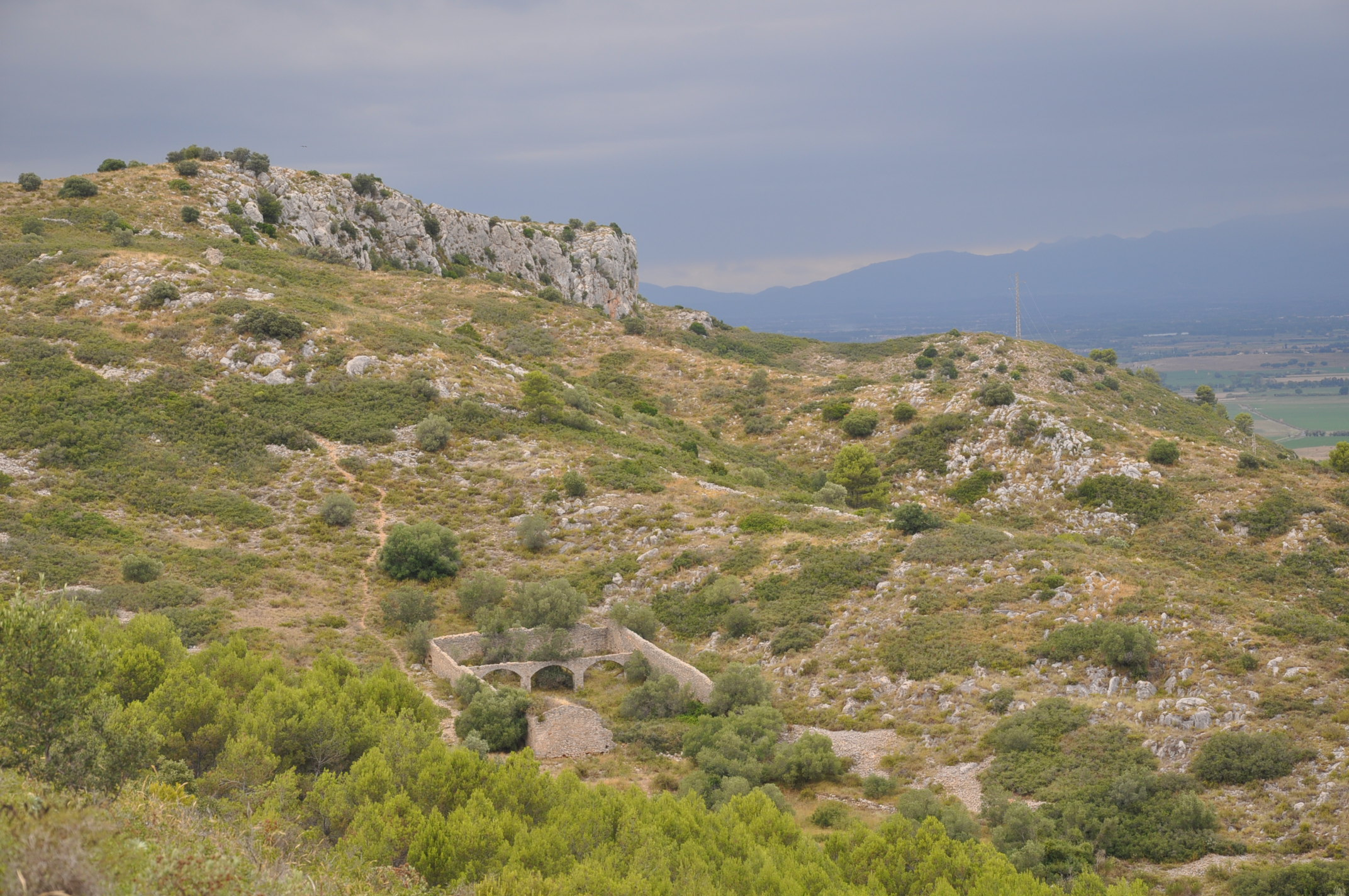
Mas Reguinell is een verlaten boerderij in het Montgrí-massief
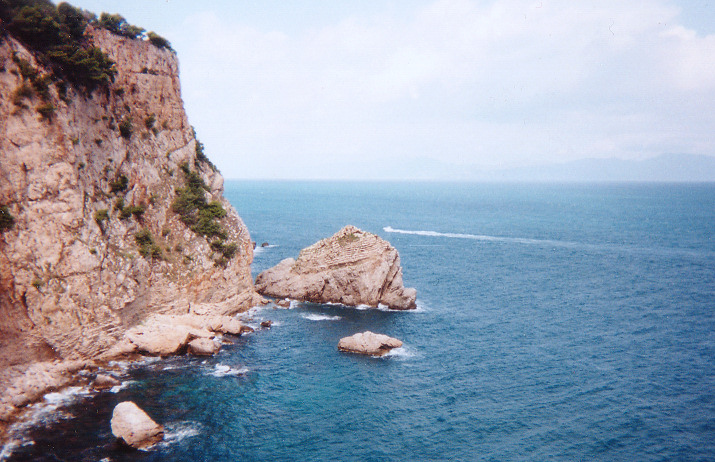
Steile middellandste zeekust
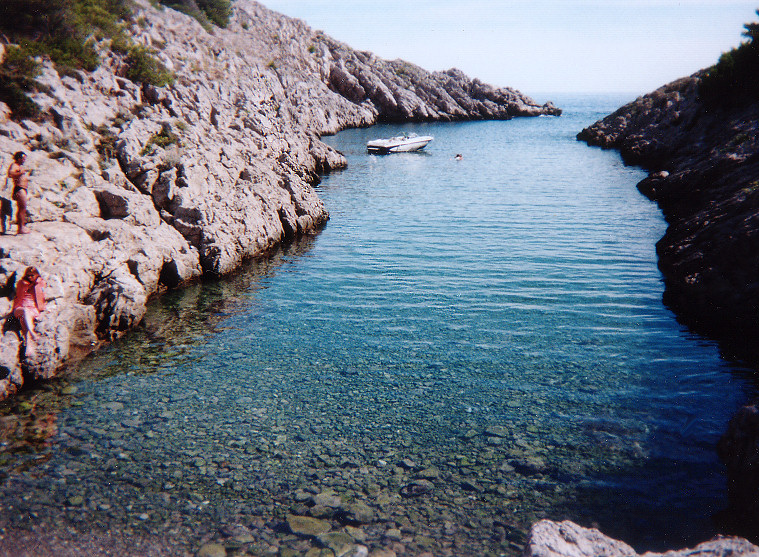
Cala Ferriola

## Kapellen
Bij Torroella de Montgrí, bij het begin van de Berg Montgrí, zijn na een stenen kruis twee kapelletjes te vinden. Ze zijn waarschijnlijk gebouwd ter ere van de heilig verklaarde Catharina van Alexandrië. Midden in het bergmassief ligt het dal van Santa Catarina, waar zich een gelijknamige [kapel] bevindt. Deze kapel werd in 14e eeuw door monniken van het klooster van Montserrat. Ongeveer eind 20e eeuw leefde een heremiet in deze kapel. Elk jaar op de zondag voor 25 november, de naamdag van de Heilige, is er daar een volksfeest. Volgens een regionale sage komen de nieuwgeborenen uit de bron van de Kapel.

## Bezienswaardigheden
- Castell Montgrí op de Montgrí

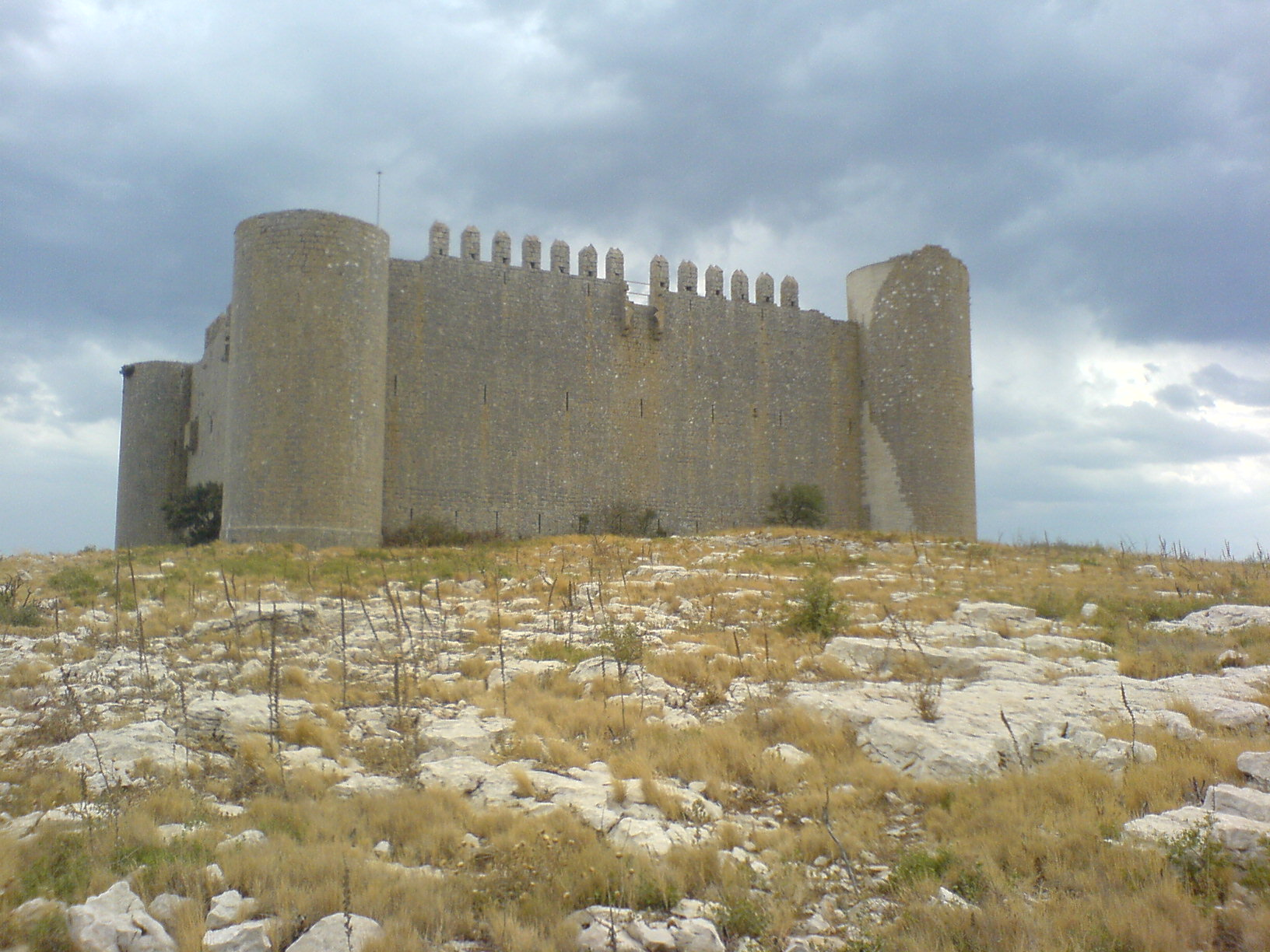
Castell Montgrí

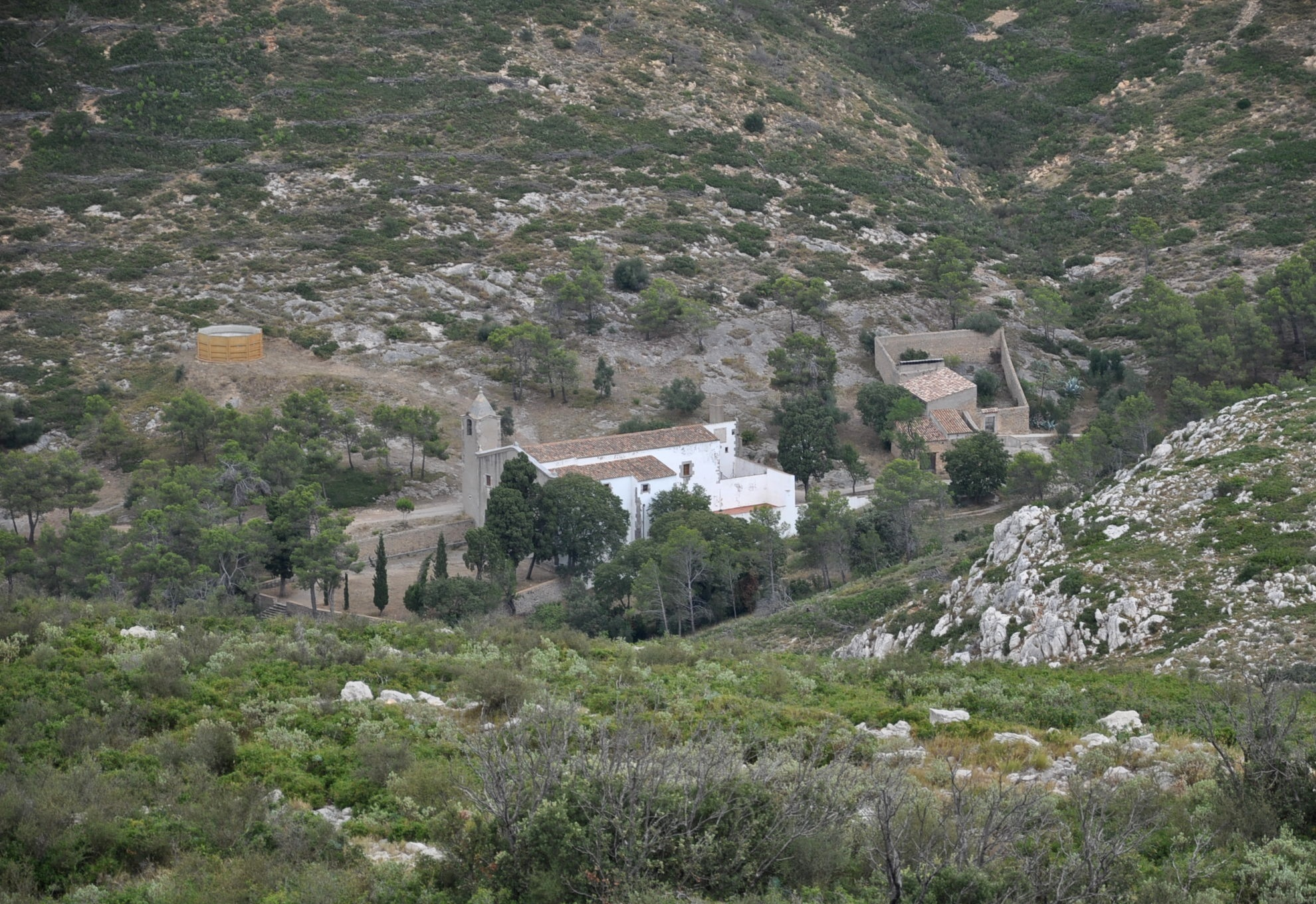
Bedevaartskapel Santa Caterina

- Beboste duinen tussen Torroella de Montgrí en L’Estartit
- Bedevaartskapel van Santa Catarina in het gelijknamige dal
- Grotten, en in het bijzonder de (oehoe-grot) op de Montgrí
- Resten van een militaire kustverdediging uit de jaren 30 ten zuiden van L'Escala
- Kliffen met Calas (baaien)

### Planten
Er zijn hier typisch mediterrane planten te vinden. Het massief is op de toppen door de vele rotsen en kliffen veelal onbegroeid. In de lager gelegen delen zijn voornamelijk dennebossen, struiken en heide te vinden. Een dominant aanwezige boomsoort is de Aleppoden. Op de hellingen van het bergmassief floreerde in de 18e eeuw de wijnbouw, die in de 19e eeuw werd bedreigd door de komst van de druifluis. Door bosbranden in de jaren 50 en als laatste in 2004 is de vegetatie ernstig beschadigd.

### Dieren
Er is in het gebied een grote verscheidenheid aan roofvogels zoals de havikarend, slangenarend, slechtvalk, torenvalk, grauwe kiekendief en de sperwer. In rotsachtig terrein zijn dit de blauwe rotslijster en rotsmus. In het bos leven voornamelijk de mees, houtduif en kruissnavel.